# Xã Bear Creek, Michigan
Xã Bear Creek (tiếng Anh: Bear Creek Township) là một xã thuộc quận Emmet, tiểu bang Michigan, Hoa Kỳ. Năm 2010, dân số của xã này là 6.201 người.